# Gilbert de Clare (1. hrabia Hertford)
Gilbert de Clare (ur. 1115, zm. 1152 lub 1153) – angielski możnowładca, najstarszy syn Richarda de Clare i Alice de Gernon, córki Ranulpha le Meschina. Starszy brat Rogera de Clare.
Po śmierci ojca, który zginął w walkach z Walijczykami w 1136 r., odziedziczył jego liczne posiadłości m.in. w Tonbridge oraz zamek w Cardigan. Prawdopodobnie w 1138 roku król Stefan utworzył dla niego tytuł hrabiego Hertford. Podczas toczącej się w Anglii wojny domowej Hertford trzymał początkowo stronę króla Stefana, ale w 1140 r. przeszedł na stronę cesarzowej Matyldy. W 1145 r. był zakładnikiem na dworze króla Stefana. Zmarł w 1152 lub 1153 r.
Gilbert nigdy się nie ożenił i nie pozostawił potomstwa. Po jego śmierci tytuł hrabiowski odziedziczył jego młodszy brat, Roger. Gilbert został pochowany w opactwie Clare.